# Le galline selvatiche
Le galline selvatiche è una serie di libri di Cornelia Funke da cui sono stati tratti tre film; Galline da salvare del 2006, Le galline selvatiche e l'amore del 2007 e Le galline selvatiche e la vita del 2009.

## Trama
Parla di una banda di ragazze (le galline) e una banda di ragazzi (i pigmei) che passano i loro giorni a farsi dispetti su dispetti, costruendo case sugli alberi e così via.
All'inizio, c'è una grande rivalità fra la banda delle galline, di cui fanno parte: Sprotte (capobanda), Frieda, Trude, Wilma (che entrerà nella banda poco più tardi) e Melanie, e la banda dei pigmei composta da Fred (capobanda), Torte, Willy e Steve.
Sprotte vive con la madre divorziata dal marito, sparito chissà dove, che l'aveva lasciata durante la gravidanza.
Frieda è una ragazza con il sogno di aiutare gli animali senza tetto;
Melanie è una ragazza che fa tutto da sé, senza dare retta a nessuno;
Trude è una ragazza paffutella piena di sentimenti e scombussolata dall'aver sorpreso suo padre con un'altra donna;
Wilma è una ragazza semplice, ma con altri modi di essere.
Invece parlando dei pigmei:
Fred è un ragazzo molto carino, ma anche lui fa di testa sua ed è molto dispettoso (per lo meno lo era in passato!);
Willy è un biondino con un padre severo e manesco;
Steve è fedele alla banda e ama fare dispetti alle Galline;
Torte è un ragazzo di bassa statura, legato da un forte sentimento di amicizia a entrambe le bande, prima nemiche e poi amiche.
La nonna di Sprotte racconta a Sprotte molte vicende su suo padre e sua madre, ma Sprotte non ne vuole sapere, dice di non essere ancora pronta a conoscere suo padre.
La nonna ha delle galline, di cui si occupa per ricavarne uova fresche.
Un giorno Sprotte decide di rubare le galline alla nonna per tenerle con la banda delle Galline, ma, per farlo, le occorre l'aiuto di un'altra banda, la banda tanto odiata dei pigmei! Così, dopo vari ricatti e litigi, i pigmei accettano.
Il furto fu molto complicato, perché, la nonna, avanti con l'età, era armata di pistola, così fu una bella impresa prendere le galline di nascosto.
Da quell'episodio le Galline e i Pigmei sono amici più che mai.
Nel secondo "episodio" accadono cose più comuni fra i ragazzi di 13 anni...Si innamorano! E Sprotte conosce suo padre che non vedeva da 13 anni.
Sprotte si fidanza con Fred e le Bande sono molto più unite e fanno meno dispetti fra loro;
Melanie si fidanza con un ragazzetto più grande di lei, ma non molto simpatico;
Wilma prende una cotta per una sua compagna di teatro; per le amiche fu un vero e proprio shock, ma se ne fanno una ragione;
Frieda si è fidanzata con un ragazzo che si prende cura dei cavalli al maneggio quando può, lei, però, lo sente poco spesso;
Trude si innamora di un ragazzo spagnolo a cui interessa solo la pasta e il calcio.
Nel terzo "episodio" accadono cose molto più forti.
La scuola che frequentano le bande va in gita,lì accadono trasferimenti per via di lavoro, nuove cotte, nuove sorprese, ma il finale è molto drammatico.
Il finale è più che altro un mistero, la scrittrice, dunque, vuol far capire al lettore che nulla è perduto, forse, dopo una perdita ci sarà una sorpresa, sta al lettore immaginare o lasciare tutto così com'è.

## La serie di libri
- Le galline selvatiche - La banda della Piuma Morbida - 2008 (traduzione di Die Wilden Hühner 1993)
- Le galline selvatiche - Una gita scolastica indimenticabile - 2009 (traduzione di Die Wilden Hühner auf Klassenfahrt 1995)
- Le galline selvatiche - Allarme volpe! - 2010 (traduzione di Die Wilden Hühner, Fuchsalarm 1998)
- Die Wilden Hühner und das Glück der Erde - 2000
- Die Wilden Hühner und die Liebe - 2003
- Die Wilden Hühner - gestohlene Geheimnisse (CD-ROM) - 2004